# Isla Rincón
Isla Rincon es una isla artificial estadounidense localizada en las afueras de Rincon Beach (Playa Rincón) en el condado de Ventura, California en terrenos públicos arrendados por la Comisión de Tierras del Estado de California (CSLC). La isla se encuentra a unos 1.000 pies (300 m) en alta mar en 55 pies (17 m) de agua. La isla fue construida en 1958 con el propósito específico de servir para la perforación de pozos y la producción de petróleo y gas. Se encuentra cerca de las comunidades costeras de Mussel Shoals y La Conchita. La isla está conectada al continente por el muelle de Richfield.

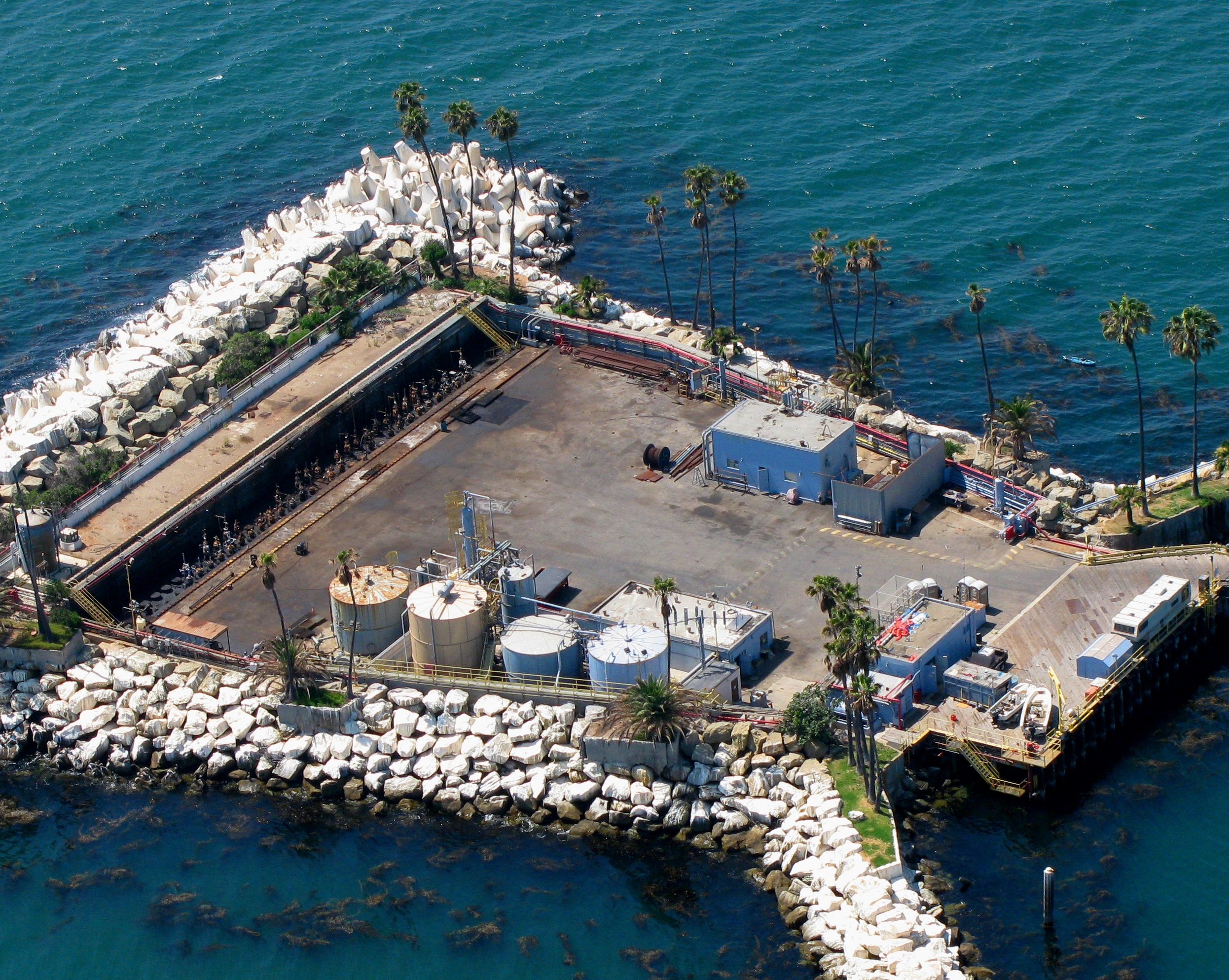
Vista cercana de la isla

La cuenca de Rincón cubre aproximadamente 1.700 acres minerales (6,9  km²), incluyendo una isla de 1 acre (4.000 m²) unida a tierra por una calzada de 2.700 pies (820 m) que contiene instalaciones para el gas, oleoductos y facilidades para el acceso vehicular. 